# Kriegerkapelle Wetzelsdorf

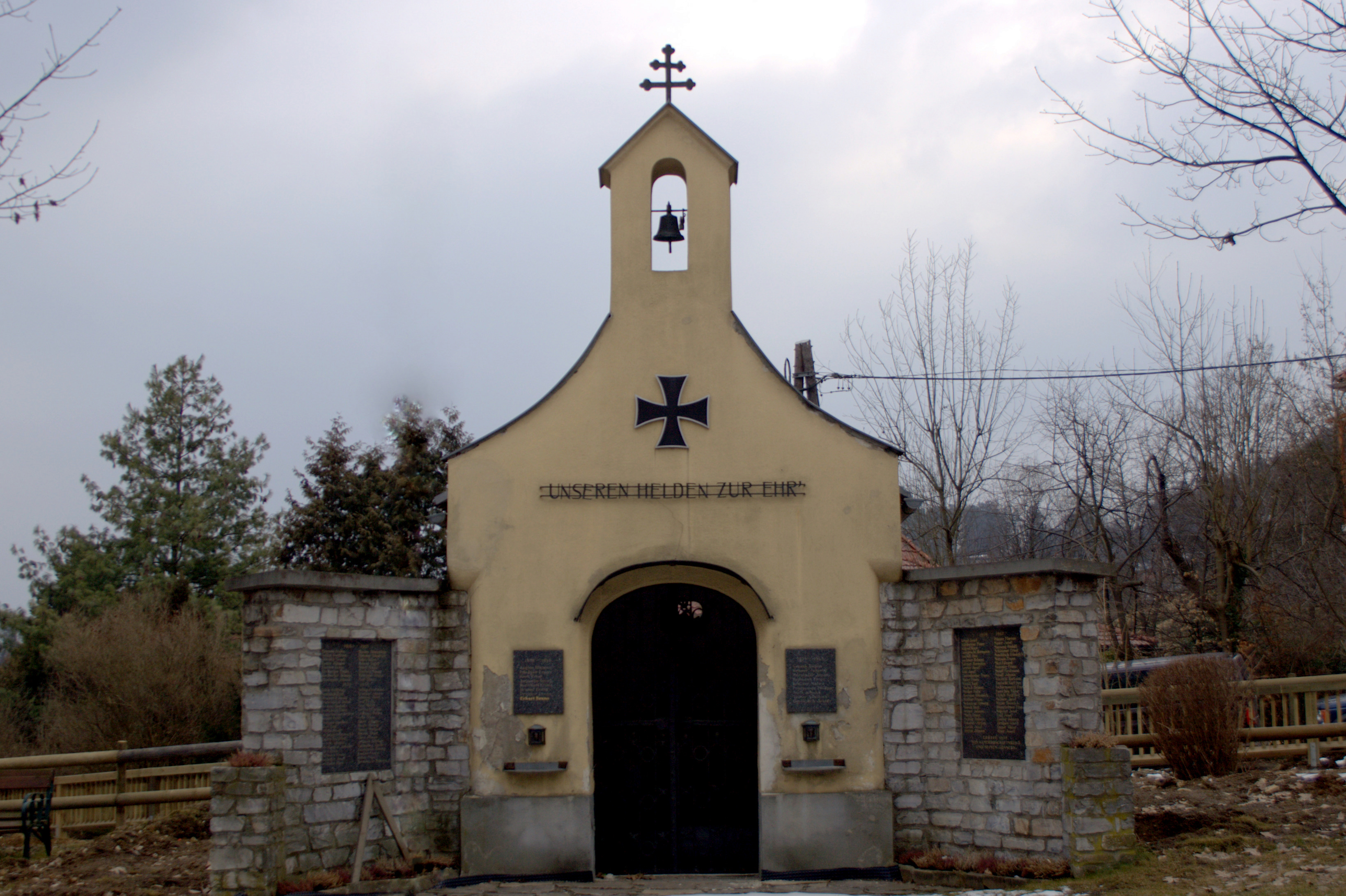
Die Kriegerkapelle im März 2011

Die Kriegerkapelle in Wetzelsdorf ist eine Kapelle im XV. Grazer Stadtbezirk Wetzelsdorf neben Steinbergstraße Nr. 9. Ihre Geschichte geht bis auf die zweite Hälfte des 17. Jahrhunderts zurück.

## Geschichte
Die Kapelle wurde in der zweiten Hälfte des 17. Jahrhunderts errichtet. Im Jahr 1958 wurde sie zu einer Kriegerkapelle erweitert.

## Beschreibung
Die Kapelle ist ein kleiner, quadratischer Bau mit einer Apsis und einem Glockengiebelreiter. Der schmiedeeiserne Gitterflügel im Eingangsportal stammt aus dem ersten Viertel des 19. Jahrhunderts. Das ursprüngliche, in der zweiten Hälfte des 17. Jahrhunderts angefertigte Gitter befindet sich heute im Kunstgewerbemuseum Graz.
Der Innenraum wird von einem Platzlgewölbe überspannt. In der Altarnische steht eine Maria mit Kind sowie ein Leuchter haltender Engel. Beide Figuren sowie die Rahmung entstanden im ersten Viertel des 19. Jahrhunderts. Weiters stehen in der Kapelle Holzskulpturen des heiligen Florian und weiterer Heiliger aus dem zweiten Viertel des 18. Jahrhunderts.